# Бразилия на летних Олимпийских играх 2004
Бразилия принимала участие в Летних Олимпийских играх 2004 года в Афинах (Греция) в девятнадцатый раз за свою историю, и завоевала три бронзовые, две серебряные, пять золотых медалей. Сборная страны состояла из 243 спортсменов (124 мужчины, 119 женщин), которые выступили в соревнованиях по 26 видам спорта.
| Медаль  | Спортсмен | Вид спорта       | Дисциплина                |
| ------- | --- | ---------------- | ------------------------- |
| Золото  | Роберт Шейдт | Парусный спорт   | Класс «Лазер»             |
| Золото  | Марсело Феррейра Торбен Граэл | Парусный спорт   | Класс «Звёздный»          |
| Золото  | Эмануэл Регу Рикарду Сантус | Пляжный волейбол | Мужчины                   |
| Золото  | Родригу Песоа | Конный спорт     | Конкур, личное первенство |
| Золото  | Андерсон Андре Насименто Андре Эллер Густаво Данте Джоване Жиба Маурисио Налберт Рикардо Родригао Сержио                                     | Волейбол         | Мужчины                   |
| Серебро | Адриана Беар Селда Беди | Пляжный волейбол | Женщины                   |
| Серебро | Маравилья Грациеле Моника Тания Жулиана Рената Коста Формижа Даниэла Претинья Марта Розана Кристиана Элина Элания Майкон Келли Розели Андреа | Футбол           | Женщины                   |
| Бронза  | Леандру Гильейру | Дзюдо            | Мужчины, до 73 кг         |
| Бронза  | Флавиу Канту | Дзюдо            | Мужчины, до 81 кг         |
| Бронза  | Вандерлей ди Лима | Лёгкая атлетика  | Мужчины, марафон          |

## Результаты соревнований

### Академическая гребля
В следующий раунд из каждого заезда проходили несколько лучших экипажей (в зависимости от дисциплины). В финал A выходили 6 сильнейших экипажей, остальные разыгрывали места в утешительных финалах B-E.
Мужчины
| Соревнование | Спортсмены       | Предварительный заезд | Предварительный заезд | Предварительный заезд | Отборочный заезд | Отборочный заезд | Отборочный заезд | Полуфинал       | Полуфинал       | Полуфинал       | Финал   | Финал   | Итоговое место |
| Соревнование | Спортсмены       | Заезд                 | Время                 | Место                 | Заезд            | Время            | Место            | Заезд           | Время           | Место           | Время   | Место   | Итоговое место |
| ------------ | ---------------- | --------------------- | --------------------- | --------------------- | ---------------- | ---------------- | ---------------- | --------------- | --------------- | --------------- | ------- | ------- | -------------- |
| одиночки     | Андерсон Ночетти | 4                     | 7:26,81               | 3                     | 2                | 7:03,08          | 2 Q              | Полуфинал A/B/C | Полуфинал A/B/C | Полуфинал A/B/C | Финал C | Финал C | 13             |
| одиночки     | Андерсон Ночетти | 4                     | 7:26,81               | 3                     | 2                | 7:03,08          | 2 Q              | 2               | 7:11,90         | 5               | 6:53,64 | 1       | 13             |

### Плавание
Спортсменов — 8
В следующий раунд на каждой дистанции проходили лучшие спортсмены по времени, независимо от места занятого в своём заплыве.
Мужчины
| Спортсмен     | Соревнование        | Предварительные заплывы | Предварительные заплывы | Полуфиналы | Полуфиналы | Финал     | Финал     |
| Спортсмен     | Соревнование        | Результат               | Место                   | Результат  | Место      | Результат | Место     |
| ------------- | ------------------- | ----------------------- | ----------------------- | ---------- | ---------- | --------- | --------- |
| Бруну Бонфим  | 400 м вольный стиль | 3:59,96                 | 34                      |            |            | Не прошёл | Не прошёл |
| Тиагу Перейра | 400 м комплекс      | 4:22,06                 | 17                      |            |            | Не прошёл | Не прошёл |
| Лукас Салатта | 400 м комплекс      | 4:23,01                 | 19                      |            |            | Не прошёл | Не прошёл |

Женщины
| Спортсменка                                              | Соревнование          | Предварительные заплывы | Предварительные заплывы | Полуфиналы | Полуфиналы | Финал     | Финал     |
| Спортсменка                                              | Соревнование          | Результат               | Место                   | Результат  | Место      | Результат | Место     |
| -------------------------------------------------------- | --------------------- | ----------------------- | ----------------------- | ---------- | ---------- | --------- | --------- |
| Жуанна Мараньян                                          | 400 м комплекс        | 4:42,01                 | 5                       |            |            | 4:40,00   | 5         |
| Ребека Гузмау Татьяна Лима Рената Бургуш Флавия Делароли | 4×100 м вольный стиль | 3:45,38                 | 12                      |            |            | Не прошли | Не прошли |

*—участвовали только в предварительном заплыве

### Теннис
Мужчины
| Соревнование  | Спортсмены              | 1/32 финала        | 1/16 финала                        | 1/8 финала                            | Четвертьфинал         | Полуфинал             | Финал                 | Место                 |
| Соревнование  | Спортсмены              | Соперник Результат | Соперник Результат                 | Соперник Результат                    | Соперник Результат    | Соперник Результат    | Соперник Результат    | Место                 |
| ------------- | ----------------------- | ------------------ | ---------------------------------- | ------------------------------------- | --------------------- | --------------------- | --------------------- | --------------------- |
| парный разряд | Флавио Саретта Андре Са | не проводится      | ESPК. Мойя / Р. Надаль В 7:61, 6:1 | ZIMУ. Блэк / К. Ульетт (4) П 3:6, 4:6 | завершили выступление | завершили выступление | завершили выступление | завершили выступление |